# Langustină
Langustina (Nephrops norvegicus) este un crustaceu asemănător cu homarul, dar de talie mai mică, numit și „homar norvegian”, utilizat în gastronomie ca și creveta. Denumirea sa provine din franceză langoustine. Se comercializează, cu excepția țărilor francofone, sub denumirea italiană scampi.